# Margareta Křížová
Margareta Křížová (narozena 1965) je česká investorka, byznys mentorka a poradkyně v oblasti obchodní strategie a fúzí a akvizic (M&A). V současné době[kdy?] působí jako vedoucí Newton byznys akcelerátoru na Vysoké škole NEWTON.

## Kariéra
Vystudovala mezinárodní a veřejné vztahy na Škole mezinárodních a veřejných vztahů a Executive Masters of Business Administration na ESCEM School of Business and Management.
V roce 1993 založila se dvěma americkými kolegy poradenskou firmu CEAG, kde vedla skupinu obchodně-strategického poradenství a M&A (fúze a akvizice).
V roce 2012 vystupovala jako jeden z pětice investorů ve čtvrté řadě pořadu Den D vysílaného Českou televizí. V roce 2018 ji vyšla kniha Z deníku investorky - Jak podnikat a nezbláznit se.
Od roku 2021 působí na Vysoké škole NEWTON jako vedoucí jejich NEWTON Business Acceleratoru.
Je členkou Rady pro komercializaci výsledků vědy a výzkumu ČZU.

## Osobní život
Je vdaná za barytonistu Vratislava Kříže a má dvě dospělé děti.